# Aphonomorphus
Aphonomorphus är ett släkte av insekter. Aphonomorphus ingår i familjen syrsor.

## Dottertaxa tillAphonomorphus, i alfabetisk ordning[1]
- Aphonomorphus adjunctus
- Aphonomorphus allardi
- Aphonomorphus beltistos
- Aphonomorphus celeticos
- Aphonomorphus conspersus
- Aphonomorphus deceptor
- Aphonomorphus dissimilis
- Aphonomorphus diversus
- Aphonomorphus duplovenatus
- Aphonomorphus elegans
- Aphonomorphus ferox
- Aphonomorphus flavifrons
- Aphonomorphus griseus
- Aphonomorphus halans
- Aphonomorphus hapitheformis
- Aphonomorphus inopinatus
- Aphonomorphus lividus
- Aphonomorphus luteicornis
- Aphonomorphus major
- Aphonomorphus mutus
- Aphonomorphus novus
- Aphonomorphus obliquus
- Aphonomorphus obscurus
- Aphonomorphus pallidissimus
- Aphonomorphus parvus
- Aphonomorphus pusillus
- Aphonomorphus schunkei
- Aphonomorphus silens
- Aphonomorphus socius
- Aphonomorphus socors
- Aphonomorphus stipatus
- Aphonomorphus surdus
- Aphonomorphus telskii
- Aphonomorphus tenebrosus
- Aphonomorphus testaceus
- Aphonomorphus timidus
- Aphonomorphus tobago
- Aphonomorphus variegatus